# Michałowo (powiat płoński)
Michałowo – wieś sołecka w Polsce położona w województwie mazowieckim, w powiecie płońskim, w gminie Naruszewo. Leży przy drodze krajowej nr 50.
W skład sołectwa Michałowo wchodzi także wieś Beszyno.
W latach 1975–1998 miejscowość należała administracyjnie do województwa ciechanowskiego.

## Historia
Wieś Michałowo powstała na początku XX wieku. Była jedną z trzech miejscowości na ziemiach polskich założonych przez kolonistów mariawickich.
Osada powstała w latach 1908–1914 na gruntach majątku ziemskiego Beszyno o powierzchni 16 włók zakupionego przez Kościół Mariawitów dla 30 najuboższych rodzin tego wyznania. Nazwę Michałowo otrzymała od imienia zakonnego pierwszego biskupa mariawickiego Jana Marii Michała Kowalskiego. 
We wsi (Michałowo 3) znajduje się kaplica domowa parafii Kościoła Katolickiego Mariawitów pod wezwaniem Matki Boskiej Nieustającej Pomocy.